# Giải thưởng Làn Sóng Xanh 2012

## 10 ca sĩ được yêu thích nhất
Không phân biệt thứ hạng.
| Tên ca sĩ       |
| --------------- |
| Cao Thái Sơn    |
| Đàm Vĩnh Hưng   |
| Hiền Thục       |
| Hồ Ngọc Hà      |
| Mỹ Tâm          |
| Noo Phước Thịnh |
| Thu Minh        |
| Tuấn Hưng       |
| Uyên Linh       |
| Văn Mai Hương   |

## 10 nhạc sĩ được yêu thích nhất
Không phân biệt thứ hạng.
| Tên nhạc sĩ       |
| ----------------- |
| Bảo Thạch         |
| Dương Khắc Linh   |
| Hoàng Nhã         |
| Khắc Việt         |
| Nguyễn Đức Cường  |
| Nguyễn Hải Phong  |
| Nguyễn Hoàng Duy  |
| Nguyễn Hồng Thuận |
| Nguyễn Văn Chung  |
| Tiên Cookie       |

## Các giải thưởng khác
| Tên giải thưởng                                         | Chủ nhân giải thưởng      |
| ------------------------------------------------------- | ------------------------- |
| Ca sĩ triển vọng                                        | • Hồ Trung Dũng • Vy Oanh |
| Album được yêu thích nhất                               | Invicible - Hồ Ngọc Hà    |
| Gương mặt ca sĩ của năm (không trao giải cho nam ca sĩ) | Mỹ Tâm                    |
| Nhóm nhạc được yêu thích nhất                           | V.Music                   |